# Zagorówka
Zagorówka (ukr. Загорівка) – wieś na Ukrainie, w obwodzie wołyńskim w rejonie maniewickim. Liczy 111 mieszkańców.